# Соната для фортепіано № 1 (Рахманінов)

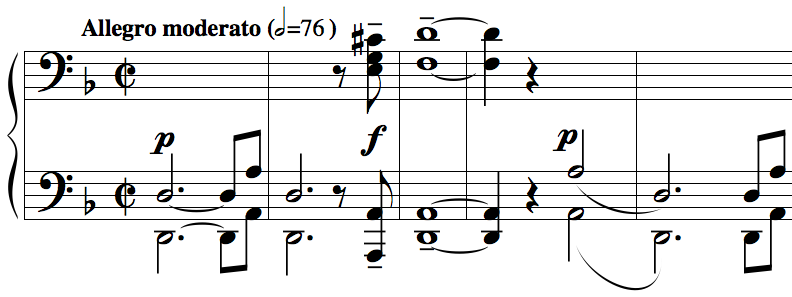
початок Сонати

Соната для фортепіано № 1, opus 28, ре мінор Сергія Рахманінова написана в період з травня листопада 1907 по травень 1908 року, приблизно в цей же час Рахманінов працював над Другою симфонією. Прем'єра твору відбулася в Москві 17 жовтня 1908 року у виконанні Костянтина Ігумнова. 
Соната складається з трьох частин загальною тривалістю близько 40 хвилин:
- Allegro moderato
- Lento
- Allegro molto